# Isaac zegent Jakob (Flinck)
Isaac zegent Jakob is een olieverfschilderij van de Nederlandse kunstschilder Govert Flinck uit circa 1638. Het is 117 × 141 centimeter groot. Het betreft een weergave in Rembrandteske stijl van het Bijbelverhaal uit Genesis 27, waarin de bijna blinde aartsvader Isaak zijn zoon Jakob zegent in plaats van zijn eerstgeborene Esau. Het werk bevindt zich in de collectie van het Rijksmuseum te Amsterdam.

## Bijbels thema
Het thema van het schilderij gaat terug op een Bijbelverhaal uit Genesis, hoofdstuk 27:23. De oude, blinde Isaak zit in bed en geeft zijn zoon Jakob zijn zegen. Naast hen staat zijn vrouw Rebekka. Eigenlijk zou hij Esau moeten zegenen, als zijn eerst geborene, maar Rebekka zag liever dat diens tweelingbroer Jakob de zegen kreeg. Toen Esau een stuk wild voor zijn vader was schieten schoof Rebekka Jakob bij Isaac naar binnen. Omdat Esau ruigbehaard was bedekte ze Jakobs handen met een geitenvel, teneinde Isaac te misleiden. Dat lukte, want hoewel Isaak de stem van Jakob leek te herkennen, zegende hij hem toch en maakte hem daarmee tot zijn erfgenaam.

## Afbeelding
Flinck was een leerling van Rembrandt van Rijn en werkte van 1633 tot 1636 in zijn atelier. De invloed van Rembrandt op Flinck was in deze jaren en ook in de eerste jaren daarna vrijwel totaal: hij nam zowel diens werkwijze, stijl als themakeuze over, zozeer dat Flincks schilderijen uit deze periode later regelmatig als een echte. Rembrandt werden aangezien. Ook Isaak zegent Jakob behoort tot deze categorie. De losse en soms ruwe werkwijze, gebruik makend van vingers en paletmes, de dikke klodders verf die werden aangebracht, het enigszins monochrome kleurenpalet, het gebruik van een sterk clair-obscur en het thematisch zoeken naar het psychologisch bepalende moment, zijn geheel overeenkomstig het werk van zijn leermeester. Flicks uitwerking van Isaac, met de wollige witte baard, herinnert ook sterk aan een aantal van Rembrandts figuren, zoals de profeet in Jeremia treurend over de verwoesting van Jeruzalem uit 1630.
De verwantschap tussen het werk van Flinck en Rembrandt werd door de laatste in 1656 op bijzondere wijze nogmaals onderstreept in zijn Jacob zegent de zonen van Jozef. Dat werk vertoont in alle opzichten gelijkenis met het hier besproken werk van Flinck, zozeer dat de vraag gerechtvaardigd is of Rembrandt zich in op zijn beurt niet ook heeft laten beïnvloeden door Flinck, in elk geval in de themakeuze. Denkbaar is ook dat ze gebruik hebben gemaakt van dezelfde modellen. Flinck maakte ook al een schilderij naar het thema van Isaac en Jacob in de periode dat hij werkzaam was in Rembrandts atelier.

## Galerij

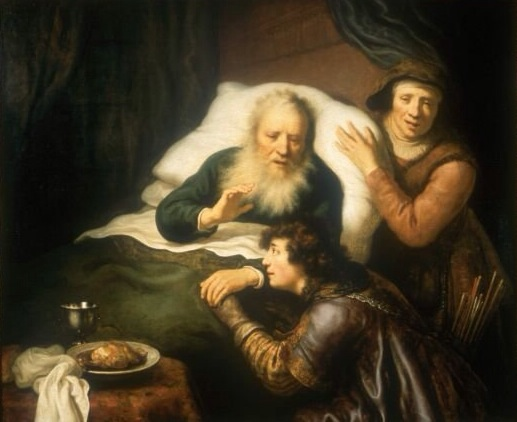
Flincks eerdere versie, 1633-1636, gemaakt in het atelier van Rembrandt
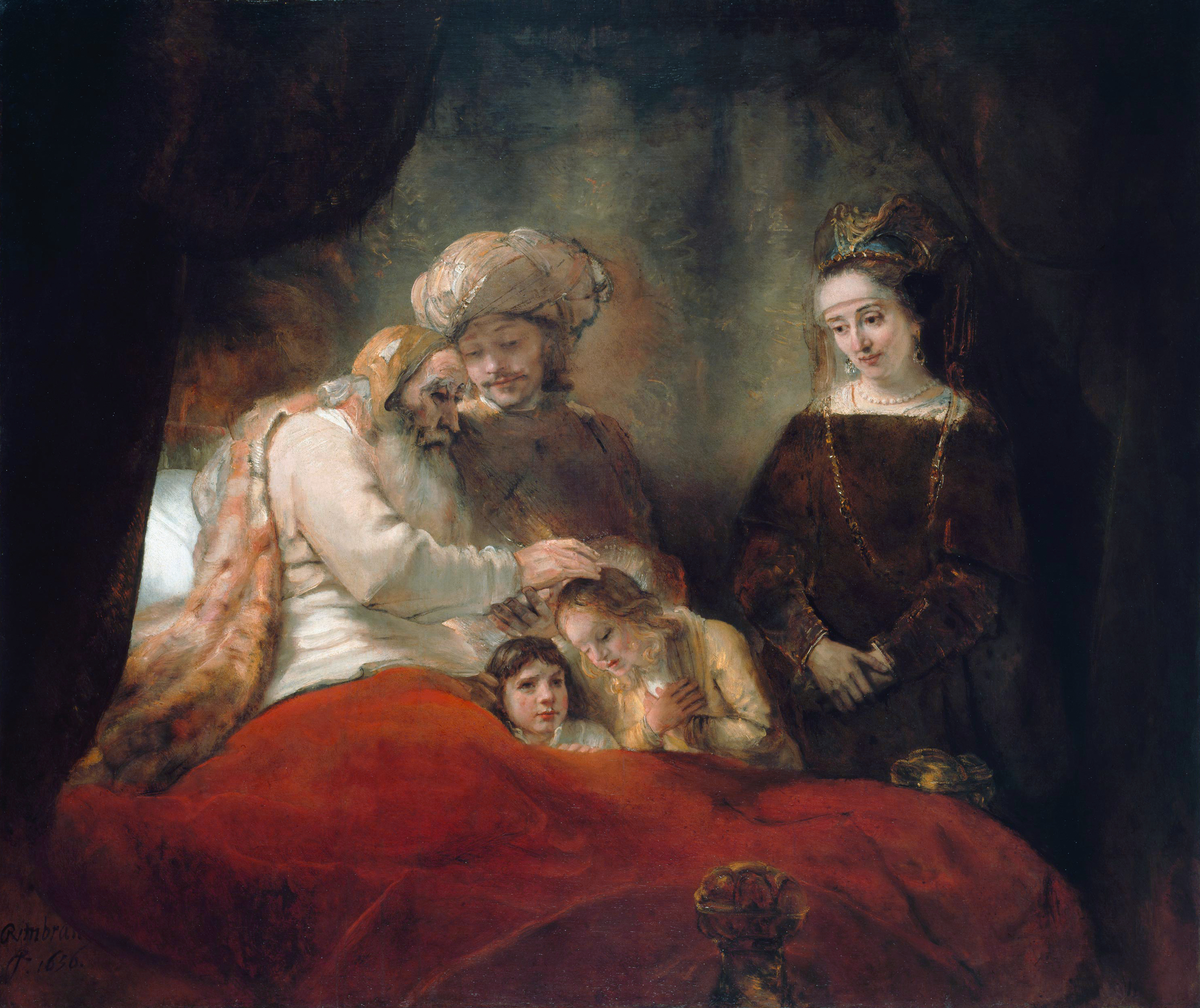
Rembrandts Jacob zegent de zonen van Jozef, 1656, dat een sterke gelijkenis vertoont met Flincks werk.